# Jonathan Ned Katz

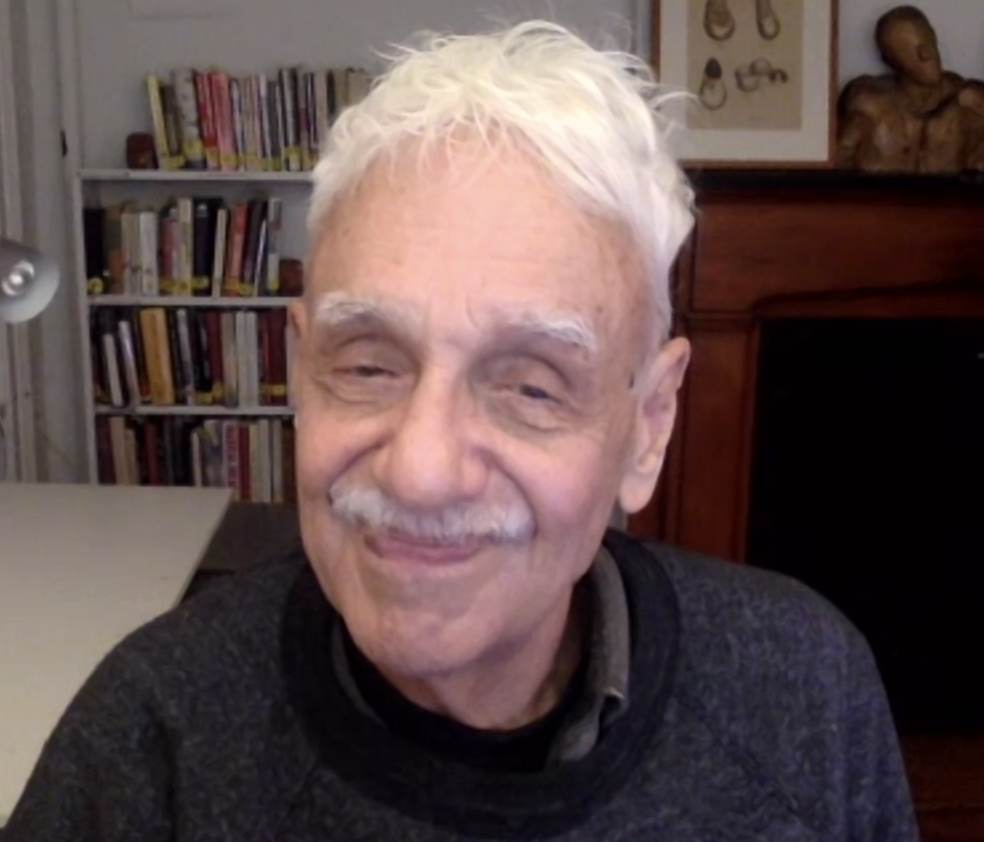
Jonathan Ned Katz

Jonathan Ned Katz (* 1938) ist ein US-amerikanischer Historiker und Autor.

## Herkunft und Ausbildung
Jonathan Ned Katz wurde als Sohn von Bernard Katz und Phyllis Brownstone Katz geboren. Sein Vater arbeitete in der Werbung und als unabhängiger Wissenschaftler und seine Mutter war als Editorin bei einer Zeitschrift tätig. Im JAhr 1888 war der Vater seiner Mutter, Abraham Brownstone, von Bessarabien nach Kanada emigiriert.
Katz besuchte die Music and Art High School von 1952 bis 1956. Danach besuchter er das Antioch College (1956–1957) und das City College of New York(1957–1960) und die New School(1961–1962), ohne einen akademischen Abschluss zu erlangen. Im Jahr 1972 besuchte er das Hunter College.

## Beruf
Katz arbeitete als Historiker schwerpunktmäßig in der Aufarbeitung der LGBT Geschichte in den Vereinigten Staaten. Er richtete seinen Blick auf die Veränderungen im Umgang der amerikanischen Gesellschaft im Bereich LGBT. In seinen Arbeiten kommt seine Haltung zum Vorschein, dass die Beschreibung und Definition von menschlicher Sexualität historisch und kulturspezifisch abhängig ist.
In seiner Tätigkeit als Autor hat Katz mindestens drei Bücher und 16 Fachartikel veröffentlicht, die online über das Portal der University of Pennsylvania abrufbar sind.

## Privates
Seinen Eltern gegenüber outete Katz sich 1971, nachdem seine Mutter eine Besprechung des von ihm veröffentlichten Theaterstücks Coming-out gelesen hatte. Sie habe ihn angerufen, nachdem die Village Voice von dem Stück berichtet hatte und gefragt, ob er über seine eigenen Erfahrungen geschrieben habe. Rückblickend bewertete Katz diese Erfahrung als positive, da sein Coming-Out den Beginn einer neuen, positiven Beziehung zu seinen Eltern markierte.
Für seine Publikationen im Bereich Queer Studies wurde Katz 2003 mit dem Brudner Prize der Yale University ausgezeichnet.

## Mitgliedschaften
Katz gehörte 1973 zu den Gründungsmitgliedern von Gay Academic Union.
1980 war Katz Mitglied des Gründungskommitees, aus dem 1981 die National Writers Union (NWU) hervorging. Als Gewerkschaft fungiert die NWU als Interessenvertretung freiberuflicher Schriftsteller und Journalisten.
Im Jahr 2008 gründete er das Onlineportal OutHistory, dass sich mit der Geschichte der Lesben- und Schwulenbewegung beschäftigt, wobei die Geschichte sexueller Diversität in Nordamerika den thematischen Schwerpunkt bildet.

## Bücher von Katz
- The Daring Life and Dangerous Times of Eve Adams. Chicago Review Press May 2021, ISBN 978-1-64160-516-8

- Love Stories: Sex Between Men Before Homosexuality, University of Chicago Press, Dezember 2001. Gemeinschaftssieger des John Boswell Prize, Committee on Lesbian and Gay History, 2003

- The Invention of Heterosexuality Dutton, 1995.  Vorwort von Gore Vidal.  Schlusswort von Lisa Duggan. Übersetzt und publiziert in den Ländern Brasilien, Italien, Frankreich und Spanien. Wiederauflage: University of Chicago Press, Juni 2007. Zitiert vom U.S. Supreme Court in der Mehrheitsmeinung in Lawrence v. Texas, Juni 2003

- Gay/Lesbian Almanac: A New Documentary Harper & Row, 1983; Wiederauflage New York: Carroll & Graf, 1994. (Nummer 21 auf der Liste der 100 Best Lesbian and Gay Nonfiction Books); ein Projekt von Publishing Triangle

- Gay American History: Lesbians and Gay Men in the U.S.A.,  T.Y. Crowell, 1976; Wiederauflage von Avon, 1977; Harper & Row, 1985; New American Library 1992. (Nummer 3 auf der Liste der 100 Best Lesbian and Gay Nonfiction Books); ein Projekt von Publishing Triangle

- Coming Out! A Documentary Play About Gay Life and Lesbian Life Liberation, Arno Press-NY Times, 1975

- Resistance at Christiana: The Fugitive Slave Rebellion, Christiana, Pennsylvania, 1851,  T.Y. Crowell, 1974

- Black Woman: A Fictionalized Biography of Lucy Terry Prince, Co-Autor Bernard Katz, Pantheon, 1973

## Editierung
- Homosexuality: Lesbians and Gay Men in Society, History, and Literature, Arno Press-New York Times, 1975

### Essays und Rezensionen
- Coming to Terms: Conceptualizing Men's Erotic and Affectional Relations with Men in the U.S., 1820-1892, präsentiert am Center for Lesbian & Gay Studies, in: The Queer World, Martin B. Duberman,  NYU Press, 1997

- Introduction: 'Homosexual' and 'Heterosexual' History, in: The Queer World, Martin B. Duberman, NYU Press, 1997

- Sex Is in Our Heads, Not in Our Genes, New York Newsday, April 1995

- Introduction zu Donn Teal, The Gay Militants,  St. Martin's Press, 1995

- The Age of Sodomitical Sin, 1607-1740 in: Jonathan Goldberg, Reclaiming Sodom,  New York: Routledge, 1994

- The Political Economy of Pleasure: Toward a Theory of the Historical Organization of Erotic Activity, with Special Reference to Heterosexuality  Papier am Harvard University, 1990, 4. Jahreskonferenz vom Gay Studies Conference; American Historical Association, NYC, 1990; SUNY-Buffalo, 1991; NY Institute for the Humanities, NYC, 1991; Penn State, 1992; University of NH, 1992; Carleton College, 1994.

- The Invention of Heterosexuality, Socialist Review, 1990;  wiedergedruckt von Women, Culture and Society: A Reader, The Women's Studies Program, Rutgers University, New Brunswick, Kendall/Hunt, 1992 und viele weitere

- Were the '90s Gay?, American Heritage Magazine, geschrieben 1990

- Katz on History, 19 Kolumnen über lesbische und schwule Geschichte, The Advocate, 13. September 1988 und 27. Februar 1990

- Editor von Gay Men's Health Crisis Annual Report, 1986–87, 1988–89

- Ein Request vom Direktor, New York Council for the Humanities, rezensiert Konferenz über AIDS: Humanistic Perspectives, New York City, 26. und 27. Februar 1988

- The Time of Our Lives: Thoughts on Lesbian and Gay History, Essay im Katalog der ersten photographischen Ausstellung über New York City Lesbian and Gay History, produziert vom Office of the Mayor, Juni 1988

- True Lust (Rezension: Powers of Desire: The Politics of Sexuality), Village Voice, 18. Oktober 1983

- Melville's Secret Sex Text, (über den Roman Redburn), Village Voice Literary Supplement, April 1982

- Womanhood in America, (Rezension), Body Politic, 1977–78

- Coming Out Fighting, (Rezension), The Nation, 2. Juli 1973

- Life Visits A Back-Yard Movie Set: Jonathan Katz, 13 Filme Tom Sawyer, Photos von Esther Bubley, "Life," 11. Juni 1951, Seiten 140–143

- Bringing Up Parents, Parents Magazine, 1950er

- What Shall We Do About Television ?, Parents Magazine vom 25. Dezember 1950, Seite 102

## Preise und Auszeichnungen
- Auszeichnung durch Arcus Foundation für frei Initiierung der Webseite über LGBT Geschichte, Center for Lesbian and Gay Studies, Graduate Center, City University of New York, 2006
- Auszeichnung durch Zebra Fund/The Funding Exchange, 2005
- John Boswell Prize, 2003
- Ken Dawson Award vom Center for Lesbian and Gay Studies, 1994
- Magnus-Hirschfeld-Medaille, 1997
- Auszeichnung vom Pennsylvania Humanities Council, 1985
- Two Writer-in-Residence Auszeichnung von The New York State Council on the Arts, 1984 und 1985, unterstützt vom Fund for Human Dignity
- Auszeichnung von Louis and Pauline Cowan Foundation, 1979
- Auszeichnung von der Louis M. Rabinowitz Foundation, 1976
- Auszeichnung von der Louis M. Rabinowitz Foundation, 1967 und 1968

## Weitere Ehrungen
- Die Manuskripte von Katz werden von der Manuskriptabteilung der New York Public Library gesammelt.
- Gastredner über amerikanische LGBT Geschichte an den Universitäten in Yale, Princeton, University of Chicago, Cornell, Bennington, Sarah Lawrence, City University of New York und weiteren Universitäten
- Ausgewählt 1999 als Grand Marshalam jährlichen Gay Pride Marsch vom Heritage of Pride Committee